# Observatoire de Vienne
L'observatoire de Vienne (Universitäts-Sternwarte Wien) est un observatoire astronomique situé à Vienne, en Autriche.
Le premier observatoire fut construit en 1753-1754, sur les bâtiments de l'université de Vienne. Un nouvel observatoire fut construit entre 1874 et 1879, et fut enfin inauguré par l'empereur François-Joseph Ier d'Autriche en 1883. Le dôme principal héberge une lunette de 68 cm de diamètre et d'une focale de 10,5 m. À cette époque, c'était la plus grande lunette astronomique du monde.

## Directeurs
- Maximilian Hell, 1755–1792
- Franz de Paula Triesnecker, 1792–1817
- Johann Josef von Littrow, 1819–1840
- Karl Ludwig von Littrow, 1842-1877
- Edmund Weiss, 1877–1908
- Kasimir Graff, 1928–1938
- Bruno Thüring, 1940–1945
- Kasimir Graff, 1945–1949
- Josef Hopmann, 1951–1962
- Josef Meurers, 1962–1979
- Karl Rakos, 1979–1981
- Werner Tscharnuter, 1981–1984
- Michel Breger, 1984–1986
- Paul Jackson, 1986–1994
- Michel Breger, 1994–2005
- Gerhard Hensler, 2006–2009
- Franz Kerschbaum, 2009-